# Сарач, Михаил Семёнович
Михаи́л Семёнович Сара́ч (фр. Michel Saratch; 19 августа 1909, Москва — 14 августа 2000, Париж) — французский юрист, предприниматель, меценат, академик РАЕН. Участник Сопротивления. Почётный гражданин города Бахчисарая (посмертно).

## Биография
Родился 19 августа 1909 года в Москве в богатой караимской семье. Отец — Семён (Сима) Маркович Сарач, состоял одним из двух директоров евпаторийского общества взаимного кредита (умер 7 апреля 1959 года во Франции); мать — Анна Ильинична Сарач (урожд. Бобович), стоматолог, умерла 8 апреля 1969 года. В эмиграции в Париже Семён и Анна Сарач руководили стоматологическим кабинетом. Брат — Марк Сарач (1912, Евпатория — 2003, Париж), стоматолог. Дед — Мордехай Симович Сарач, был габбаем (старостой) караимской общины Евпатории.
В 1920 году эмигрировал с родителями сначала в Турцию, потом переехал в Югославию, где окончил юнкерское училище, затем жил во Франции. Окончил школу иезуитов для эмигрантов из России, а в 1936 году — юридический факультет Парижского университета. С 1935 по 1938 годы — член парижской масонской ложи Гамаюн.
Вместе с большинством других французских караимов-эмигрантов перешёл в христианство. Работал адвокатом, возглавлял в Париже фирму кашне и галстуков «Paris-Smart», сотрудничал с домом моды «Nina Ricci». С началом Второй Мировой войны был призван во французскую армию, служил в звании унтер-офицера, после — бежал из плена, участвовал в движении Сопротивления.
«Впервые московское караимское общество установило контакт [с М. Сарачем] в 1991 году по поводу издания газеты». В 1992 г. был создан фонд М. С. Сарача, который в 1994 г. приобрёл официальный юридический статус под названием «Центр культуры и развития караимов „Карайлар“». М. С. Сарач финансировал издание «Караимской народной энциклопедии» (из 10-ти томов вышло 6, издание было прекращено в связи со смертью М. Сарача) и газеты «Караимские вести» (1994—2002). Его перу принадлежит ІІ-й том энциклопедии (Религия крымских караимов), а также множество публикаций о религии и истории караимов. Придерживался тюркской теории происхождения караимов. Как вспоминает Эмилия Лебедева: «В течение последних 5—7 лет он выделял на оказание помощи караимам Москвы, Санкт-Петербурга, Ростова и Крыма до 100 тыс. долларов в год».
Умер 14 августа 2000 года в Париже. Похоронен на кладбище в Булонском лесу. На караимском кладбище возле Чуфут-Кале М. С. Сарачу установлен так называемый «йолджы-таш» (кенотаф).

## Награды
- Премия имени И. И. Казаса (1996)[1][15].
- Премия имени С. Э. Дувана (2000; совместно с К. С. Батозским, Б. Э. Кушлю, С. И. Кушуль (посмертно), С. Б. Синани, В. З. Тирияки, Д. М. Элем) — за восстановление комплекса караимских кенасс Евпатории[16].

### Труды М. С. Сарача
- Сарач М. С. Слово о вере и религии караимов // «Караимские вести» : газета. — Москва, 1994. — № 3. — С. 1.
- Сарач М. С. Учение Иисуса Христа и христианские религии // «Караимские вести» : газета. — Москва, 1994. — № май. Приложение. — С. 1.
- Сарач М. С. Пророки, Коран и религии // «Караимские вести» : газета. — Москва, 1994. — № декабрь. Приложение. — С. 1.
- Сарач М. С., Казас М. М. Вступительное слово о караимском языке // «Караимские вести» : газета. — Москва, 1995. — № 17. — С. 1.
- Сарач М. С. Учение Анана. Анан бен Давид, его вера и учение VIII века, широко применяемые в XX веке. — Париж, 1996. — 31 с.
- Сарач М. С. Анан бен Давид — последователь Сократа. — М., 1997. — 8 с.
- Сарач М. С. История и суть религиозных верований. — Москва-Париж, 2000. — 172 с.
- Сарач М. С. Религия крымских караев (караимов) // Караимская народная энциклопедия. Том II. Вера и религия. — Париж, 1996. — 169 c.

### О М. С. Сараче
- Т.А. Тихонова. Родился, жил и умер караимом // «Караимские вести» : газета. — Москва, 2000. — № 6.
- Т. Щёголева. Основные этнокультурные аспекты русскоязычной караимской публицистики. — Москва: Тирош, 2003. — № 6. — С. 231—232.
- Казас М. М. О работах фонда М. С. Сарача в Крыму // «Караимские вести» : газета. — Москва, 1994. — № 1. — С. 1.
- Сарач М.М. Михаил Семёнович Сарач // «Караимские вести» : газета. — Москва, 1996. — № 21. — С. 1.
- Сарач Михаил Семенович. Некролог // Евпаторийская здравница : газета. — Евпатория, 2000. — № 17 августа.